# Gaius Calpurnius Piso Crassus Frugi Licinianus
Gaius Calpurnius Piso Crassus Frugi Licinianus war ein römischer Politiker und Senator Ende des 1. Jahrhunderts n. Chr.
Crassus war ein Nachkomme der Licinii Crassi, genauer gesagt des Marcus Licinius Crassus Frugi, Konsul im Jahr 27. Er wird vermutlich mit dem unter den Kaisern Nerva, Trajan und Hadrian erwähnten Calpurnius Crassus Frugi gleichgesetzt. Er war Suffektkonsul im Jahr 87, Pontifex und mit Agedia Quintina verheiratet.
Unter Nerva organisierte er eine Verschwörung gegen den Kaiser und versuchte, die Soldaten durch großzügige Versprechungen zu gewinnen. Sein Plan wurde jedoch verraten. Nerva zeigte sich gelassen und großmütig. Laut einer Überlieferung ließ er sich nichts anmerken und setzte die Verschwörer, ohne dass sie wussten, dass sie verraten worden waren, während einer Veranstaltung nebeneinander. Er reichte ihnen Schwerter, angeblich zur Prüfung ihrer Schärfe, wie es üblich war, in Wahrheit jedoch, um zu zeigen, dass ihm sein Leben in diesem Moment gleichgültig war. Statt sie hart zu bestrafen, verbannte Nerva Crassus und seine Frau nach Tarent.
Auch gegen Trajan verschwörte sich Crassus. Er wurde vor den Senat gebracht und zur Verbannung auf eine Insel verurteilt. In den ersten Tagen von Hadrians Regierung forderte Publius Acilius Attianus den Kaiser auf, Crassus zu töten, was Hadrian jedoch ablehnte. Später wurde Crassus von einem Prokurator getötet, als er die Insel verließ, um neue Umsturzpläne zu verfolgen.